# ویبرتون
ویبرتون (به انگلیسی: Wyberton) یک روستا و محله مدنی در بریتانیا است که در بوستون واقع شده‌است. ویبرتون ۳٬۷۴۷ نفر جمعیت دارد.